# ليمبورغ أن در لان
ليمبورغ آن در لان (بالألمانية: Limburg an der Lahn) هي بلدة ألمانية تقع في ألمانيا يقدر عدد سكانها بـ 33,832 نسمة .

## أعلام
- كورت كاوتر
- تمارا باش
- فيرونيكا فينتر
- فولفغانغ فينك
- ستيفان هارتمان
- بيتر بلوم